# Colin McRae
Colin Steele McRae, MBE (5 d'agost de 1968 – 15 de setembre de 2007) fou un pilot de ral·lis escocès nascut a Lanark.
Era fill del cinc vegades campió mundial de ral·lis Jimmy McRae i germà del també pilot de ral·lis Alister McRae. Colin McRae va ser el campió del Campionat Britànic de Ral·lis els anys 1991 i 1992 i el 1995 va convertir-se en el primer ciutadà britànic i en el pilot més jove en guanyar el Campionat Mundial de Ral·lis de pilots. Encara té aquest rècord.
La gran actuació de McRae en l'equip Subaru WRT va permetre que aquest guanyés el campionat de marques tres vegades seguides: el 1995, el 1996 i el 1997. Després de quatre temporades competint per a Ford World Rally Team, on va guanyar nou ral·lis, va fitxar per Citroën World Rally Team la temporada 2003 on, malgrat no aconseguir guanyar cap cursa, va ajudar a aconseguir el primer dels tres campionats de marques que va aconseguir l'equip francès. McRae fou nomenat membre de l'Orde de l'Imperi Britànic pels serveis a l'automobilisme l'any 1996.
McRae morí l'any 2007 quan l'helicòpter que pilotava va estavellar-se a prop de casa seva. L'accident també va posar fi a la vida del seu fill i dos amics de la família. El novembre de 2008 va ser admès de forma pòstuma a l'Scottish Sports Hall of Fame.

## Inicis i vida personal
McRae estava casat amb Alison, i mentre creixia la seva jove família, va anar passant més temps a la seva casa a Lanarkshire, acceptant el nivell tributari més alt d'Escòcia. La parella comprà la casa Jerviswood del segle xvii.
Colin McRae va començar la seva carrera en el món dels ral·lis el 1986 amb un Talbot Sunbeam en el Campionat escocès de Ral·lis, tot guanyant-se aviat una gran fama per la seva velocitat i estil de conducció excitant que recordava al del finès Ari Vatanen. Aviat va progressar a bord d'un Vauxhall Nova amb el qual va debutar en el Campionat Mundial de Ral·lis l'any 1987 en el Ral·li de Suècia. Posteriorment també conduí un Ford Sierra XR 4x4.
L'any 1989 finalitzà 5è en el Ral·li de Nova Zelanda i 5è en el Ral·li de Nova Zelanda conduint un Ford Sierra Cosworth, fet que li permeté l'any 1991 fitxar per l'equip Prodrive Subaru per competir en el Campionat Britànic de Ral·lis, certamen que va guanyar els anys 1991 i 1992.

### Campionat Mundial de Ral·lis
Colin McRae va guanyar el seu primer ral·li del Campionat Mundial de Ral·lis l'any 1993 amb un Subaru Legacy al Ral·li de Nova Zelanda, esdevenint aquesta la primera victòria del recent creat equip Subaru World Rally Team.
L'any 1995 Mc Rae guanyaria el seu primer Campionat Mundial de Ral·lis amb Subaru, en el que fou una estreta lluita amb el seu company d'equip Carlos Sainz i que es decidí a l'última prova, el RAC Ral·li.
Posteriorment, els anys 1996 i 1997, Colin McRae es faria en la victòria en diferents ral·lis, si bé finalitzà subcampió mundial en ambdues ocasions per darrere de l'aleshores gran dominador de l'especialitat, Tommi Mäkinen. El 1996 va ser condecorat amb el títol de Cavaller de l'Imperi Britànic per la Reina Elisabet II.
L'any 1998 finalitzà en 3a posició del mundial, amb el que McRae decidí fer un canvi d'aires i fitxar pel Ford World Rally Team amb el qual seguí sumant victòries parcials però resistint-se-li el Campionat Mundial, si bé l'any 2001 arribà a finalitzar subcampió a tan sols 2 punts de Richard Burns.
La temporada 2003 fitxa per l'equip Citroën World Rally Team on malgrat no aconseguir cap victòria col·laborà a fer que l'equip francès s'alcés amb el títol de constructors. Malauradament per McRae, de cara a la temporada 2004 l'equip Citroën preferí a Carlos Sainz com a segon pilot junt amb Sébastien Loeb, amb el que el pilot escocès es quedà sense equip.
Sense equip amb el qual prendre part al Campionat Mundial de Ral·lis, McRae es dedicà a prendre part a altres proves automobilístiques com el Ral·li Dakar amb l'equip Nissan o les 24 hores de Le Mans.
L'any 2005 retornà al Campionat Mundial de Ral·lis gràcies a l'equip Skoda Motorsport a les proves del Ral·li de Gal·les, en el qual finalitzà 7è i del Ral·li Safari en què es veié obligat abandonar. Una última aparició mundialista es produí l'any 2006 en el Ral·li de Turquia tot substituint a l'equip Kronos Racing al lesionat Sébastien Loeb.

### Mort
Un accident d'helicòpter a prop de casa seva, causat per un fort vent, va posar fi a la seva vida i la del seu fill petit de 5 anys el 15 de setembre de 2007.

## Colin McRae Rally
Colin McRae també fou molt conegut, ja que hi ha un joc que porta el seu nom i que consisteix a conduir el seu cotxe en les diferents competicions del Campionat Mundial de Ral·lis. La primera versió va ser el 1998 i la segona va ser llançada el 2000 per Playstation i PC. La tercera versió va tenir una àmplia audiència tant en PC com per Xbox. Les versions 04 i 2005 van ser llançades el 2004 i en totes les plataformes, sortint últimament per Sony PSP i Nokia N-Gage. S'ha confirmat el llançament també per Playstation 3.

## Victòries al WRC
| Núm. vict. | Ral·li                     | Any                          |
| ---------- | -------------------------- | ---------------------------- |
| 5          | Ral·li Acròpolis           | 1996, 1998, 2000, 2001, 2002 |
| 3          | Ral·li de Nova Zelanda     | 1993, 1994, 1995             |
| 3          | Ral·li de la Gran Bretanya | 1994, 1995, 1997             |
| 3          | Ral·li Safari              | 1997, 1999, 2002             |
| 2          | Ral·li de Sanremo          | 1996, 1997                   |
| 2          | Tour de Còrsega            | 1997, 1998                   |
| 2          | Ral·li de Portugal         | 1998, 1999                   |
| 2          | Ral·li de Catalunya        | 1996, 2000                   |
| 1          | Ral·li d'Austràlia         | 1997                         |
| 1          | Ral·li de l'Argentina      | 2001                         |
| 1          | Ral·li de Xipre            | 2001                         |